# Эбнер фон Эшенбах, Иоганн Пауль
Иоганн Пауль Эбнер фон Эшенбах (нем. Johann Paul Ebner von Eschenbach; 13 июля 1641, Нюрнберг — 9 июля 1691, Нюрнберг) — немецкий археолог.
Долгое время был секретарем при графе Виндишгреце, занимавшем пост германского посланника в различных городах Италии. Благодаря этому Эбнер имел возможность собрать богатую коллекцию древних монет. По возвращении в Германию Эбнер был сенатором в Нюрнберге и попечителем университета в Альторфе.
Ему принадлежат сочинения: «Zelus Galliae», «Sol Tyrolis oriens et occidens», «Cenotaphium legionis francinicae pedestris» и другие.